# جولي روبرتس
جولي روبرتس (بالإنجليزية: Julie Roberts)‏ هي مغنية وكاتبة غنائية أمريكية، ولدت في 1 فبراير 1979 في لانكستر في الولايات المتحدة.

## وصلات خارجية
- الموقع الرسمي
- جولي روبرتس على موقع ميوزك برينز (الإنجليزية)
- جولي روبرتس على موقع ديسكوغز (الإنجليزية)